# Papaver dahlianum
Espèce
Classification APG III (2009)
Papaver dahlianum, ou pavot du Spitzberg, ou encore pavot polaire, est une espèce de plantes à fleurs de la famille des Papaveraceae. C'est une plante herbacée originaire de l'archipel du Svalbard dont il est l'emblème, ainsi que du nord-est du Groenland, de l'archipel François-Joseph et d'une petite partie du nord de la Norvège et de Nouvelle-Zemble.

## Description
Ce pavot peut atteindre 10 à 25 cm de hauteur. Elle possède des feuilles basales à longs pétioles formant des rosettes. Les feuilles sont pennées et duveteuses. Les tiges sont duveteuses, minces et légèrement arquées. La fleur mesure de 2 à 4 cm de diamètre avec quatre pétales blancs ou jaunes ondulés et deux tépales couverts de poils denses brun foncé. Son fruit est en forme de capsule ovoïde duveteuse contenant de nombreuses graines. 2n=70.

## Taxonomie
Synonyme
- Papaver radicatum Rottb. subsp. dahlianum (Nordh.) Rändel[2]

Sous-espèces
- Papaver dahlianum subsp. dahlianum
- Papaver dahlianum susp. polare (Tolm.) R.Elven & Ö.Nilsson (péninsule de Taïmyr, nord-est du Groenland, péninsule de Varanger, Spitzberg, île aux Ours)

## Habitat
Papaver dahlianum pousse sur des sols pierreux, ou au bord des chemins des régions arctiques de Norvège, de l'archipel François-Joseph et du Groenland, etc. Comme l'espèce Papaver radicatum, c'est l'espèce de pavot qui pousse le plus au nord du globe terrestre.

## Sources